# Union Riga (lední hokej)
Union Riga byl lotyšský hokejový oddíl z hlavního města Rigy. Klub hrával Lotyšskou hokejovou ligu od její první sezóny 1931/1932 až do svého rozpuštění v roce 1939. Union Riga byl sportovní klub německé menšiny v Lotyšsku, a proto byl zrušen v roce 1939 s repatriaci pobaltských Němců.

## Historie
Klub odehrál svůj první známý hokejový zápas ještě pod názvem RAK Riga v roce 1924 proti VfK Königsberg (Prusko) a vyhrál 2:1. První zápas v rámci nultého (neoficiálního) ročníku Lotyšské hokejové ligy odehrál Union Riga proti klubu Wanderer a vyhrál 5:2. V tomto nultém ročníku Union Riga vyhrál Rižskou skupinu, a ve finále vyhrál s ASK Liepāja 1:0 gólem ve druhém prodloužení čímž se Union Riga stal neoficiálním mistrem Lotyšska. Sezóna 1931/1932 už byla vyhlášena jako oficiální mistrovství Lotyšska, a Union Riga po výhře v 6členné Rižské skupině vyhrál i finále nad Olimpija Liepāja 14:1 a stal se historicky prvním Lotyšským mistrem v ledním hokeji. V sezóně 1932/1933 vyhrál 5člennou Rižskou skupinu, ve finále vyhrál nad ASK Riga 3:1 a v celostátním finále vyhrál nad Olimpija Liepāja 1:0 a tím obhájil mistrovský titul. V následujících letech už nebyl klub tolik úspěšný pouze v sezóně 1934/1935 uhrál 3. místo a jinak se umisťoval na 4. nebo 5. místě až do svého rozpuštění v roce 1939.

## Umístění v lize
| Ročník | Sezóna    | Umístění | Soutěž                  |
| ------ | --------- | -------- | ----------------------- |
| 0.     | 1930/1931 | 1.       | Neoficiální mistrovství |
| 1.     | 1931/1932 | 1.       | Lotyšská hokejová liga  |
| 2.     | 1932/1933 | 1.       | Lotyšská hokejová liga  |
| 3.     | 1933/1934 | 5.       | Lotyšská hokejová liga  |
| 4.     | 1934/1935 | 3.       | Lotyšská hokejová liga  |
| 5.     | 1935/1936 | 5.       | Lotyšská hokejová liga  |
| 6.     | 1936/1937 | 4.       | Lotyšská hokejová liga  |
| 7.     | 1937/1938 | 4.       | Lotyšská hokejová liga  |
| 8.     | 1938/1939 | 4.       | Lotyšská hokejová liga  |